# Ion Paulică
Ion Paulică (nacido en Brăila el 10 de enero de 1983) es un jugador de rugby rumano, que juega de pilier, miembro de la selección nacional de Rumanía.
Comenzó su carrera con el CSA Steaua Bucureşti, antes de trasladarse a Bath en 2007 y previamente jugó para los London Irish. Jugó prestado a los London Welsh para la temporada 2012/13. El 20 de abril de 2013, se anunció que Ion Paulică se uniría al equipo del Top 14 francés USA Perpignan para la temporada 2013/14.
Jugó un partido en la Copa Mundial de Rugby de 2003, dos en la de 2007 y cuatro en la de 2011. Ha sido seleccionado para jugar con Rumanía en la Copa Mundial de Rugby de 2015.